# Sørsalten
Sørsalten er en fjord i Nærøy kommune i Trøndelag fylke i Norge. Fjorden går 22 kilometer mod øst på sydsiden  af øen Kvingra til Saltbotnet i bunden af fjorden. Fjorden har indløb gennem Ottersøystraumen og Klungvikstraumen i vest, lige syd for landsbyen Ottersøya.  Ved Halsodden på nordsiden går Remmastraumen mod nord langs østsiden af Kvingra. Sundet er specielt smalt, kun cirka 5 meter på det smalleste.
Det ligger flere smågårde langs fjorden på begge sider og på nordsiden på Kvingra ligger bebyggelsen Søråa.
Fylkesvej 525  går langs dele af nordsiden i den inderste del af fjorden, mens fylkesvej 770 går langs dele af sydsiden. Længer ude går Fylkesve 542.